# Tommy Ridgley
Tommy Ridglley (New Orleans,30 oktober 1925 – Metairie,11 augustus 1999) was een Amerikaanse R&B-zanger, pianist, songwriter en bandleider in New Orleans. In een muzikale carrière van een halve eeuw was Ridgley een vaste waarde in de ritme- en bluesscene in New Orleans. Hoewel hij nooit een nationale hit had, maakte hij, in tegenstelling tot verschillende van zijn tijdgenoten, talloze, populaire opnames die vanaf 1949 voornamelijk in New Orleans en Louisiana verkochten, met een definitieve release in 1995. Zijn stem werd op verschillende manieren omschreven als vergelijkbaar met die van Roy Brown en Big Joe Turner en daardoor in staat zich aan te passen aan verschillende stijlen: blues, jump blues, ritme en blues en soul. Eind jaren vijftig werd hij bandleider van The Untouchables, met wie hij huisband werd in belangrijke nachtclubs, waarbij hij vaak bezoekende artiesten ondersteunde. Zijn opnamecarrière bestond uit meer dan veertig singles en drie albums. De meeste van zijn opnames zijn verzameld op compilaties op vinyl en cd's.

## Biografie

### Jeugd
Tommy Ridgley, volledige naam Thomas Herman Ridgley, werd geboren als zoon van Emanuel Ridgley and Rebecca Wilson in de wijk Shrewsbury bij Jefferson Parish in New Orleans, als oudste in een arm gezin van zeventien broers en zussen, van wie er acht overleefden. Hij was vóór zijn tienerjaren al kostwinner voor het gezin. Zijn sociale leven en dat van zijn familie concentreerden zich op de plaatselijke kerk waar Ridgley begon te zingen in harmoniegroepen. Hij diende bij de Amerikaanse marine tijdens de Tweede Wereldoorlog en leerde in zijn vrije tijd piano spelen. Na zijn demobilisatie kon studeerde Ridgley aan de Grunewald School of Music studeren krachtens een wet, die oorlogsveteranen van geld voorzag voor universitair onderwijs. In 1946 won hij een talentenjacht in de Dew Drop Inn, een van de bekendste nachtclubs in New Orleans, en kreeg zo een profiel kreeg als opkomend talent.

## Carrière

### Dave Bartholomew en zijn orkest
Ridgley begon zijn professionele carrière eind jaren 1940 als bandzanger bij een Dixieland-groep uit New Orleans en na een korte periode met de band van Earl Anderson in het Starlight Hotel in Gert Town, werd hij gerekruteerd door bandleider Dave Bartholomew. Ridgley bracht zijn debuutsingle "Shrewsbury Blues" met als B-kant "Early Dawn Boogie" uit in 1949, beide waren eigen composities. De single was een van de eerste producties van Bartholomew voor het label Imperial Records en had plaatselijk succes. In 1952 selecteerde Lew Chudd, eigenaar van Imperial Records, Ridgley en Bartholomew om de Jack Allen compositie "Looped" te coveren. Het was weer een lokale hit in New Orleans en daarna een blijvend onderdeel van Tommy Ridgleys repertoire. Ridgley werd bij zijn opnames begeleid door musici als drummer Earl Palmer en de saxofonisten Lee Allen, Herbert Hardesty, Alvin Tyler en Ernest Allen.
In 1953 verliet Ridgley de band van Bartholomew en tekende een contract bij Atlantic Records. Hij nam "I'm Gonna Cross That River" op met als B-kant "Ooh Lawdy My Baby", waarop Ray Charles piano speelde als lid van Edgar Blanchards Gondoliers en "Jam Up", een instrumentale dansplaat met saxofoon die ternauwernood de nationale hitlijsten mist bij de heruitgave van 1961. In 1957 was hij regelmatig aanwezig in de bloeiende R&B-scene in New Orleans en kreeg hij een platencontract aangeboden bij Herald-Ember Records. Tegen die tijd had Ridgley zijn eigen band "The Untouchables" gevormd. Herald bracht zes singles uit met The Untouchables, waarvan de eerste release "When I Meet My Girl" de meest succesvolle was. Als marketingtruc gebruikte Herald de bijnaam "The New King of The Stroll" nadat de oorspronkelijke 'koning' Chuck Willis in 1958 overleed. Tegen het einde van de jaren 1950 waren Tommy Ridgley en The Untouchables de vaste band van de Dew Drop Inn, waar ze gastacts openden en soms ondersteunden. Hiertoe behoorden een aantal grote R&B-artiesten uit de late jaren 1950 en vroege jaren 1960: James Brown, Clyde McPhatter, Sam Cooke, Little Willie John en Ivory Joe Hunter. Ridgley had de jonge Irma Thomas in dienst als een van zijn zangeressen, later beval hij haar aan bij Ric Records, waar ze opnamen maakte voor het zusterlabel Ron Records.

## Ric Records
In 1959 werden Ric Records met zusterlabel Ron Records opgericht door Joe Ruffino. Harold Battiste en Mac Rebennack (later Dr. John) werden aangezocht voor productie en arrangementen. Ridgley tekende in 1960 bij Joe Ruffino en bracht met tussenpozen van zes maanden zeven singles uit. Zijn derde release, een opname van Wynona Carrs "Should I Ever Love Again" gekoppeld aan zijn eigen compositie "Double-Eyed Whammy", verkocht goed in het voorjaar van 1961, de laatste werd gecoverd door Freddy King in 1966. Zijn vijfde release op Ric "In The Same Old Way" bleek een van de meest succesvolle platen uit zijn carrière en hij nam het later opnieuw op op het in Shreveport gevestigde label Ronn. Door de dood van Joe Ruffino in 1962 bleef het label in het ongewisse en Ridgley's laatste twee Ric 45's, waarin Dr.John beide de productie voor zijn rekening nam, werden uitgebracht met weinig promotie en waren bijgevolg niet succesvol. "Heavenly" met "Honest I Do" en "I've Heard That Story Before", de laatste gecoverd door zijn broer Sammy Ridgley, demonstreerden echter dat Ridgley zijn stem kon aanpassen aan de nieuwe soulmuziekstijl die zich ontwikkelde.
Op het kleine Cinderella-label werd in de winter van 1963 "No One But You" uitgebracht. In 1965 werd "All My Love Belongs To You" met "I Want Some Money" uitgebracht op het Johnen-label. Naarmate het decennium vorderde, bleef Tommy Ridgley regelmatig optreden in New Orleans en Louisiana en bracht hij nog meer soul-singles uit op kleine labels: Blue Jay, White Cliffs en Ronn. Ridgley nam ook een aantal nummers op in een studio in Clinton in Mississippi voor Bob Robin's International City-label, waaronder "My Love is Getting Stronger".
Tijdens de jaren 1970 en 1980 waren er minder opnamemogelijkheden voor Ridgley, maar hij bleef met tussenpozen opnemen voor lokale platenlabels uit New Orleans en Louisiana, zoals in 1976 "Somtimes You Get It" voor het Sansu-label van Allen Toussaint en een remake van Ridgley's eigen "I Can't Make It Any Longer" op Hep' Me Records, een label in eigendom van senator Jones. Gedurende deze periode bleef Ridgley optreden in New Orleans, terwijl hij af en toe Europese data accepteerde. The Untouchables behielden hun residentie in de Dew Drop Inn tot deze in 1972 werd gesloten en Ridgley bleef vanaf 1972 tot aan zijn dood elk jaar optreden op het New Orleans Jazz & Heritage Festival en was tot in 1999 een onafgebroken verschijning gedurende achtentwintig jaar.

## Moderne blues-LP
In 1992 en bijna 50 jaar na zijn muziekcarrière bracht Ridgley zijn eerste album met nieuwe opnames uit op Modern Blues Recordings onder de titel She Turns Me On, een gevarieerde mix van jumpblues, New Orleans-funk en zoete, soulvolle ballades. Het bevatte nieuwe versies van een aantal Ridgley-favorieten, waaronder "I Want Some Money" en "Jam Up". Het label Sound of New Orleans bracht ook een album How Long? uit in 1992, hoewel de opnames dateren van rond 1990. Zijn laatst opgenomen album "Since The Blues Began" op Black Top Records verscheen in 1995 en stond op de ranglijst van de beste albums van dat jaar. Als erkenning voor zijn lange carrière in New Orleans werd er meegewerkt door aan aantal gevestigde muzikanten, waaronder George Porter Jr., Raymond Weber, drummer Shannon Powell en gitarist Snooks Eaglin.
In januari 1999 ontving Ridgley de jaarlijkse Lifetime Achievement Award van het tijdschrift OffBeat. Ridgley, die de laatste jaren van zijn leven aan nierfalen leed en in 1998 een niertransplantatie kreeg, stierf in augustus 1999 aan longkanker, veroorzaakt door het inademen van asbest, in de tijd dat hij als bouwvakker werkte.